# .eco
.eco是一个新的互聯網頂級域，服務於生態、能源保護以及氣候變化議題相關的網站。2017年開放注冊。該域名得到了世界自然基金會、保護國際和聯合國全球契約等國際組織的支持。